# Contarinia eragrostidis
Contarinia eragrostidis är en tvåvingeart som först beskrevs av Ephraim Porter Felt 1927.  Contarinia eragrostidis ingår i släktet Contarinia och familjen gallmyggor. Inga underarter finns listade i Catalogue of Life.